# Харкевич, Алексей Александрович
Алексей Александрович Харкевич (род. 6 августа 1976 в г. Минске) — белорусский чемпион мира по тайскому боксу среди профессионалов WAKO-PRO в 2003 г., 3-х кратный чемпион Республики Беларусь 1998, 2004, 2005 гг., многократный призёр чемпионатов мира и Европы.

## Образование
В 1993 году окончил среднюю школу № 153 в Республике Беларусь, в г. Минске. В том же году поступил в Белорусскую Государственную Политехническую Академию на энергетический факультет. В 1998 году, по окончании академии, был призван в Вооруженные Силы Республики Беларусь. После срочной службы, в 1999 году поступил в Белорусский Государственный Экономический Университет. В 2002 году окончил Высшую школу управления бизнеса.

## Юношеская спортивная карьера
Алексей Харкевич начал заниматься каратэ в 1990 году. Далее занимался Вьет Во Дао до 1994 года.

## Профессиональная спортивная карьера
В 1994 году Алексей начинает заниматься тайским боксом под руководством заслуженных тренеров Республики Беларусь — Рачкова А. П., Ивановича С., Гридина А. С., Степанова М. Н., Пантюхова М. А., Чемякина В., Городилова И. Б. (см. тайский бокс или муай-тай на территории Белоруссии).

## Достижения в спорте
- Мастер спорта по тайскому боксу
- Серебряный призёр Чемпионата Европы — 1998 г., Киев
- 3-х кратный Чемпион Республики Беларусь 1998, 2004, 2005 гг.
- Серебряный призёр Кубка Европы — 2001 г., Одесса
- Чемпион центральной Европы среди профессионалов, Калининград, 2001 г.
- Чемпион Мира среди профессионалов WAKO-PRO, Италия, 2003 г.
- Бронзовый призёр Чемпионата Мира — 2003 г., Ялта
- Бронзовый призёр ч-та Мира — 2004 г., Таиланд
- Был неоднократным победителем профессиональных турниров по тайскому боксу в Минске, Калининграде, Москве, в Литве и Италии.

## Тренерская деятельность
С 1998 года начал свою тренерскую деятельность и являлся одновременно спортсменом сборной Республики Беларусь. В РБ под тренерским руководством Харкевича несколько лет тренировались такие спортсмены, как Кирилл Остроухов (Чемпион Европы и победитель «Первенства Мира»), Юрий Сацук (обладатель кубков мира), Павел Кочура (серебряный призёр кубков мира), Александр Валентович (обладатель кубка мира).
С 2008 года и по сегодняшний день тренирует в РФ, в Москве. Воспитал ряд чемпионов и призёров России, Москвы и Московской области: Дмитрия Хайрушева, Андрея Зарубина, Александра Усманова, Хаджимурада Муртузалиева, Эрлана Фейзуллаева, Алексея Беляева, Абубакара Курбанова, Алишера Акматали-Уулу, Алексея Панфилова, Ислама Яшаева.
В марте 2009 года Харкевич создал бойцовский клуб «Булат». В феврале 2011 года впервые на выезде в г. Ногинске клуб «Булат» занял 3-е общекомандное место из более 20 команд участников. В марте 2011 года в Нижнем Новгороде спортсменка БК «Булат» Оксана Шарун стала победительницей Кубка России по тайскому боксу, а Усманов завоевал 3-е место. В 2015 году ученик Харкевича — Тимур Маматисаков стал претендентом на пояс чемпиона Мира MaxMuayThai в Таиланде.
В 2017 году под руководством Харкевича А.А. юные спортсмены «БУЛАТ» (РОССИЯ) Титов Егор и Титов Никита стали Победителями Чемпионата Москвы по тайскому боксу. В 2018 году на Открытом Чемпионате России по Муай Тай Титов Егор «БУЛАТ» (РОССИЯ) стал Победителем, а трое других бойцов БК «БУЛАТ» - Крешихин Артём, Титов Владимир и Титов Никита стали серебряными Призёрами. В 2019 году ученик Харкевича А.А. - Гаджимурад Муртазалиев стал бронзовым Призёром Чемпионата Мира по Муай Боран в Таиланде.
16-17 ноября 2019 г. в Кисловодске спортсмен "БУЛАТ" (РОССИЯ) Грачев Роман стал ЧЕМПИОНОМ Мира по FCF-MMA.
19-22 декабря 2019г. в г. Орел под руководством главного тренера Бойцовского Клуба "БУЛАТ" (РОССИЯ) Харкевича Алексея на Чемпионате и Первенстве Российской Федерации по Муай Тай его ученики завоевали 9 медалей в дисциплине Муай Боран:
— Грачев Роман (БУЛАТ) 19+, 81 кг — 1-е место;
— Грачев Евгений (БУЛАТ) 19+, 75 кг — 1-е место;
— Кабутов Шерзод (БУЛАТ) 19+, 67 кг — 1-е место;
— Титов Никита (БУЛАТ) 11 лет, 40 кг — 1-е место;
— Чава Артур (БУЛАТ) 19+, +91 кг — 2-е место;
— Омурзаков Жыргалбек (БУЛАТ) 19+, 63,5 кг — 2-е место;
— Крешихин Артем (БУЛАТ) 8 лет, 26 кг — 2-е место;
— Титов Владимир (БУЛАТ) 6 лет, 24 кг — 2-е место;
— Казыгулов Замир (БУЛАТ) 19+, 67 кг — 3-е место.
На сегодняшний день Алексей Харкевич продолжает заниматься тренерской деятельностью в г. Москва.